# GSC Vindicat atque Polit
Groninger Studenten Corps Vindicat atque Polit ('Handhaaft en Beschaaft'), kortweg Vindicat, is een studentenvereniging in Groningen. Het is de oudste studentenvereniging van Nederland en de grootste studentenvereniging van Groningen. De vereniging is een traditionele, algemene, niet-confessionele vereniging. 
De vereniging werd in 1815 opgericht als studentencorps, maar heeft haar wortels in de 17de eeuwse nationes. Van oudsher was lidmaatschap voorbehouden aan mannen, tot de fusie met het vrouwelijke corps Magna Pete in 1970. De vereniging kent een groot aantal bekende oud-leden, waaronder verschillende leden van het Nederlands koninklijk huis. Sinds het einde van de 20ste eeuw kwam de vereniging regelmatig negatief in het nieuws vanwege excessen rondom ontgroeningsrituelen.

## Geschiedenis
De geschiedenis van het Groninger Studenten Corps Vindicat atque Polit vindt haar wortels in de eerste vormen van het studentenleven in de eerste en oudste studentenverbanden, verenigingen en/of structuren in de stad Groningen; voorgangers die in zekere zin model hebben gestaan en de structuur van het uiteindelijke Corps hebben beïnvloed.

### Vroege studentenleven
In de 17e en 18e eeuw woonden studenten op kamers bij particulieren (hospita's) en konden in de burse (de mensa) eten tegen een kleine vergoeding. Er waren toen nog weinig uitgaansgelegenheden voor studenten in de stad, maar men kon wel naar de kroeg, het koffiehuis of de kaatsbaan. De universiteit zorgde ervoor dat studenten dansles, paardrijles of schermles konden nemen. De senaat van de academie vond dit wel genoeg. Toneelspelen bijvoorbeeld werd als zedeloos, rustverstorend en niet bevorderlijk voor de studie beschouwd en was dan ook verboden. Van het begin af aan verbood de academie de oprichting van verenigingen en verbanden van studenten. De academische senaat was bang voor ordeverstoringen en aantasting van zijn eer en goede naam. Toch kon niet worden verhinderd dat studenten in het geheim (illegale) genootschappen oprichtten, de zogenaamde collegia nationalia (ook wel nationes genoemd). Deze waren samengesteld uit studiegenoten die uit dezelfde landstreken en regio's kwamen en deze nationes verzorgden bijvoorbeeld de ontgroeningsceremonies. Het enige waarin studenten zich konden uitleven waren onderlinge gevechten tussen de verschillende nationes.

### Nationes

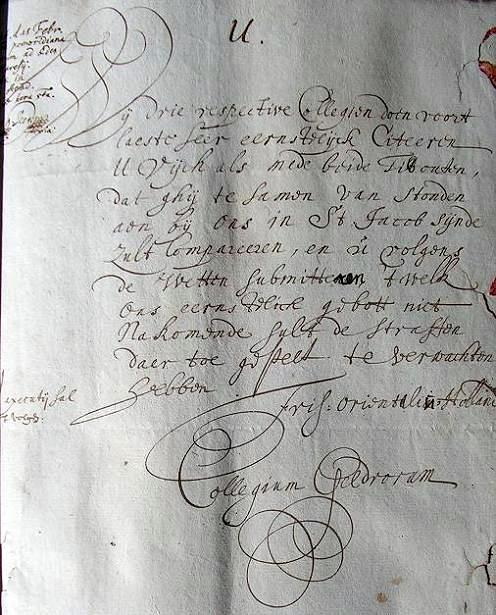
Brief nationes

Al met de oprichting van de academie in 1614 werden de Natio Hollandica en een jaar later de Natio Geldrica en Transisalana opgericht, die meteen in opspraak kwamen door het ronselen van nieuwe studenten en het afdwingen van lidmaatschapsgeld. In 1616 werd een natio opgericht waarin de Westfaalse studenten zich verenigden en werd daarnaast de Landmannschaft van den Upstalbohm opgericht: een natio voor Oost-Friese studenten. Een Ommelander vereniging, Omlandia werd in 1641 opgericht. Het doel van deze collegia nationalia was gezelligheid te bevorderen en saamhorigheid te kweken. Dit laatste werd vooral bereikt door drankgelagen en vechtpartijen met andere verenigingen. Een beruchte vechtpartij was de veldslag op de Vismarkt tussen de Ommelanders en de Geldenaren. Nieuwe leden, om wie vaak door de collegia onderling werd gevochten vanwege het lidmaatschapsgeld, moesten ontgroeningen ondergaan. Universitaire maatregelen om de collegia te verbieden met als sancties uitsluiting van privélessen, disputen, mensa of studietoelage, hielpen niet. Bovendien waren de studenten moeilijk te straffen, omdat het lidmaatschap geheim was. Vanwege de pogingen van de academische senaat om het bestaan van de nationes uit te roeien, besloten de nationes zich op een gegeven moment te verenigen in een overkoepelend orgaan van nationes: het Collegium Generale (1655). Tegen het eind van de 17e eeuw verminderde de interesse voor de collegia geleidelijk. In de 18e eeuw verdwenen ze geheel en werden ze vervangen door de groensenaten. Aan het begin van de 19e eeuw werd een aantal nationes weer heropgericht, ditmaal onder de vleugels van het studentencorps.

### Compagnie der Vrijwillige Flankeurs

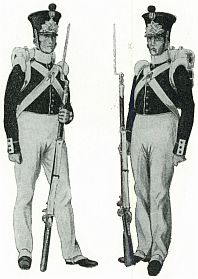
Flankeurs

Een andere bekende vorm van verband van Groninger Studenten aan de academie (of universiteit) was de compagnie van studenten aan de universiteit die de stad heeft helpen verdedigen tegen aanvallen van buiten. In 1665 werd Groningen door de Bisschop van Münster Bernhard van Galen ("Bommen Berend") bedreigd. Vrijwel alle honderdtwintig studenten meldden zich vrijwillig om de stad te verdedigen. Onder het wakend oog van hoogleraren liep de compagnie wacht op de stadswallen. De dreiging nam al snel af en na twee maanden wachtlopen werd de compagnie ontbonden en konden de colleges worden hervat. Op 18 juli 1672 kwam het echter daadwerkelijk tot een belegering door de troepen van de bisschop en bestookte Bommen Berend de stad met bommen, granaten en gloeiende kogels, waardoor op veel plaatsen brand uitbrak. Terwijl de studenten onder bevel van generaal Carl von Rabenhaupt de stad hielpen verdedigen, probeerde de senaat het academiegebouw en de bibliotheek met tonnen water te bewaken. Toen na vier maanden het gevaar was geweken, werd de compagnie ontbonden. Het vaandel dat deze studentencompagnie voerde alsook de herdenkingspenningen, zijn te bezichtigen in de permanente tentoonstelling over het Gronings studentenleven door de eeuwen heen in het universiteitsmuseum. Toen in 1830 de Belgen in opstand kwamen tegen het koninkrijk, marcheerde op 27 november 1830 de 'Vrijwillige Flankeurs Compagnie', een groep van 117 vindicaters zuidwaarts en kwam op tegen de opstandelingen.

### Senaten

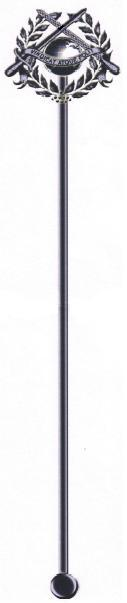
pedelstaf

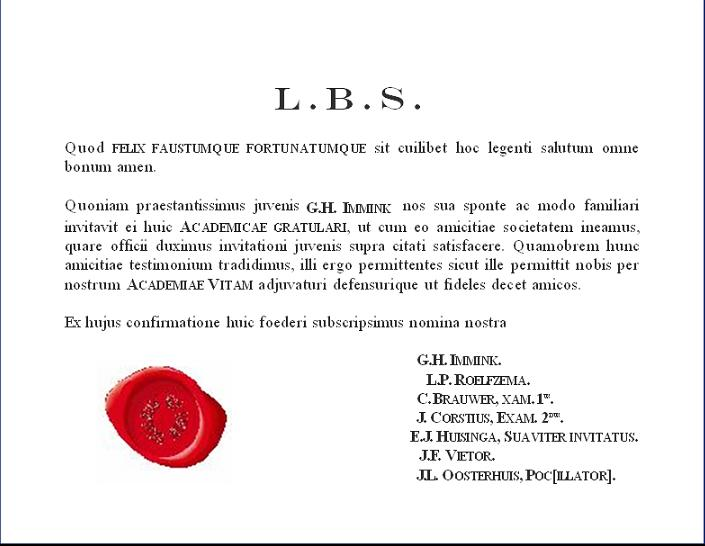
Impressie van de bul van Gerhardus Hendrik Immink, 1785-1847, bij leven predikant te Enter, uitgereikt op 21 september 1803

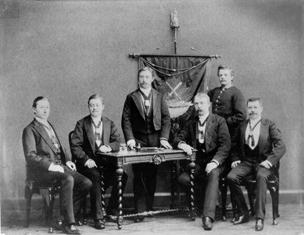
de Senatus Illustrissimus Studiosorum Groningae 1887

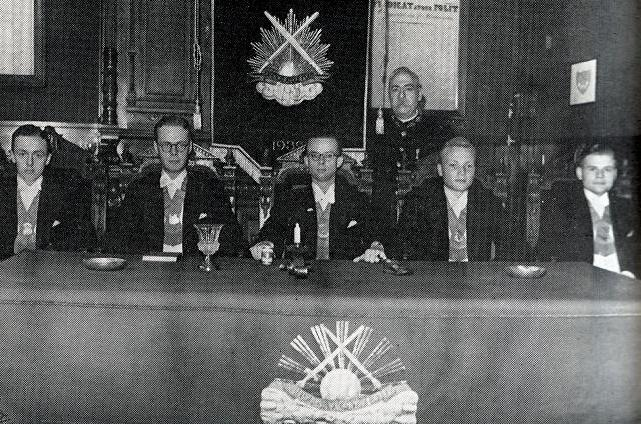
Senaat Van Nouhuys 1940-1945

In de 18e eeuw doken nieuwe ontgroeningsgroeperingen op, de 'ontgroensenaten', die de academische senaat wederom tevergeefs verbood. Dit waren zogenaamde 'collegia' van ouderejaarsstudenten die zich, meestal georganiseerd per faculteit, ontfermden over de ontgroening van nieuwe studenten. Deze ontgroensenaten tooiden zich met academische titels en waardigheden en kopieerden de omgangsvormen van de academische senaat. Zo werd geschreven en gesproken in het Latijn. Als afsluiting van zijn ontgroening en het doorstaan van zijn 'examen' ontving het groen van deze senaat een bul; dit was een regelrechte kopie van het gebruik van de universiteit om bij een promotie tot doctor, als bewijs daarvan een bul uit te reiken. Via de acta senatus van de academie is zo'n Groningse bul uit 1803 bewaard gebleven en staat een impressie ervan hiernaast links afgebeeld. Omdat deze groensenaten clandestien waren en er geen toezicht of controle mogelijk was, kwamen excessen veelvuldig voor. Uiteindelijk zou dat ook de ondergang van de ontgroensenaten betekenen en vormden juist die excessen de directe aanleiding tot de oprichting van het studentencorps.

#### Crimen Nicolai

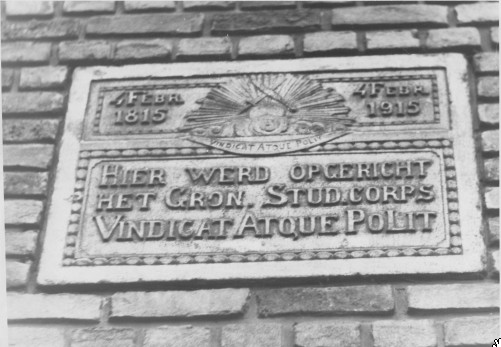
Gedenksteen in Grand Theatre

Pas vlak na het tweede eeuwfeest van de universiteit, in 1814, lukte het studenten een vereniging op te richten die door de academie werd getolereerd en uiteindelijk erkend. In de nacht van 5 december 1814 werden door een lid van de ratelwacht pistoolschoten op studenten afgevuurd. Twee studenten raakten hierbij gewond. Dit incident werd door de studenten met het Crimen Nicolai aangeduid. Dit was de uiteindelijke aanzet tot de oprichting van Vindicat. Onder leiding van de eerste senatus rector Bernardus Johannes Winter, de eerste senatus ab actis G.L. Feijens en de eerste senatus prorectorJacob Baart de la Faille werd in de herberg Het Wapen der Zeven Provinciën, op de huidige hoek Grote Markt en de hoek Oosterstraat op 4 februari 1815 het Groningsch Studenten Corps Vindicat atque Polit opgericht (zie ook de gedenksteen linksboven in de muur van het Grand Theatre). Het Groningsch (en vanaf 1939 Groninger) Studenten Corps is daarmee de oudste studentenvereniging van Nederland. Na tweehonderd jaar van geheime genootschappen en ontgroeningsceremonies werd eindelijk een vereniging oogluikend toegelaten, al werd wel tegen de bestuursvorm senaat geprotesteerd. Deze was een afspiegeling van de academische senaat. De senaat van Vindicat liet in 1815 (blijkens de notulen) zelfs een pedelstaf van ebbenhout en verzwaard zilver vervaardigen met een wereldbol, naar het voorbeeld van de pedelstaf van de academische senaat. Nadat de academische senaat hier lucht van had gekregen en er ernstig tegen had geprotesteerd, verdween de staf stilletjes uit de geschiedenis van Vindicat. Hiernaast links is een impressie van de staf, gereproduceerd naar de beschrijving uit de notulen afgebeeld. Het zou tot 1849 duren, eer Vindicat atque Polit door de academische senaat werd erkend. Opmerkelijk is dat de voormalige prorector en medeoprichter van Vindicat, prof. dr. Jacob Baart de la Faille II, toen rector magnificus van de universiteit was.
Erkenning en erkennen

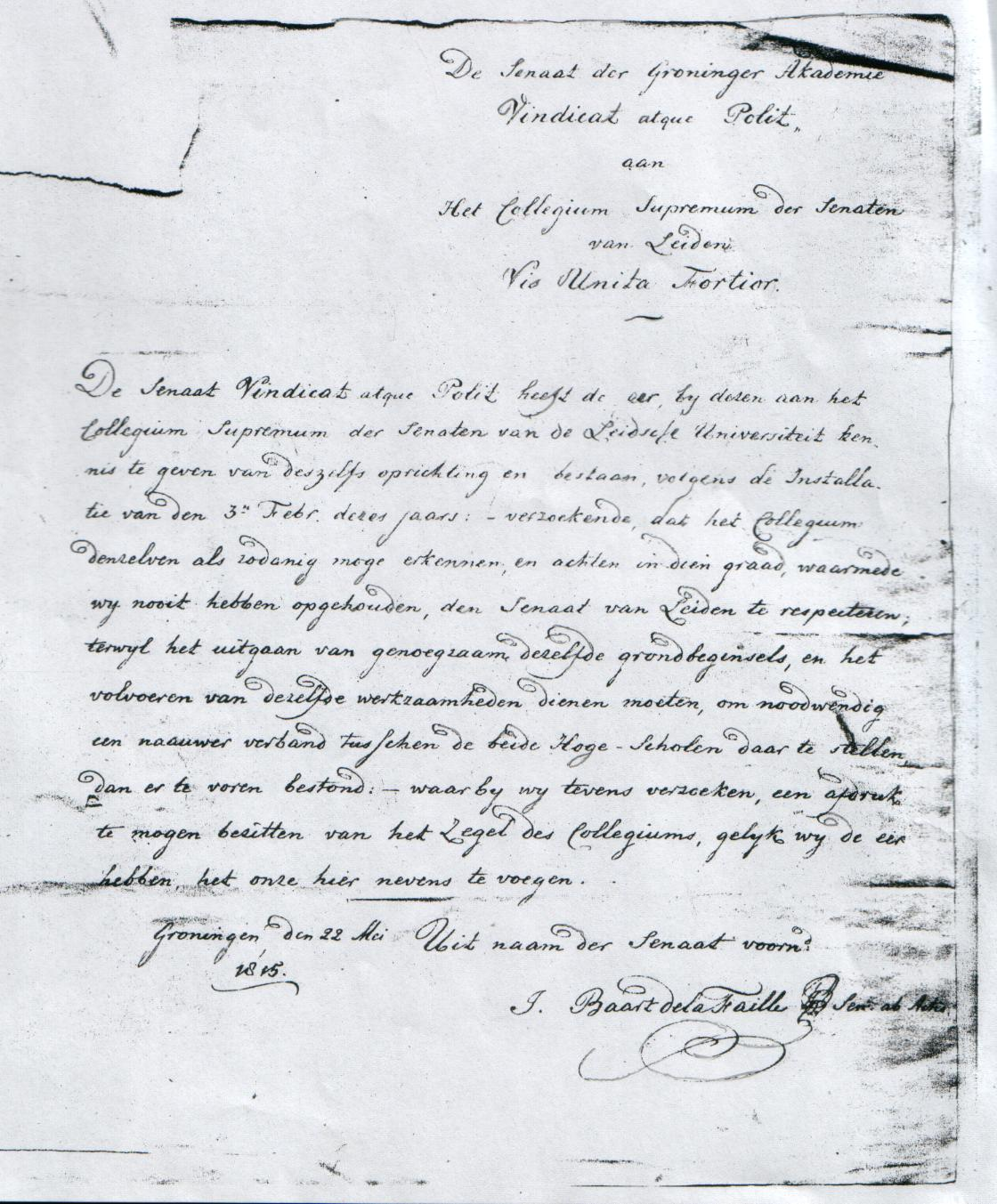
Geloofsbrief

De erkenning is ook van belang geweest in de andere universiteitssteden in Nederland. Zoals te doen gebruikelijk stuurde de nieuw opgerichte senaat haar geloofsbrieven met lakzegel naar het college van ontgroensenaten te Leiden en de ontgroensenaat in Utrecht. De Groninger senaat vroeg een geloofsbrief met zegel retour, zo ook aan het Leidse collegium Vis Unita Fortior. Dit collegium was in 1815 het overkoepelend orgaan voor drie van de destijds talloze actieve ontgroensenaten te Leiden.
Corps
De eerste senaat, voluit Senatus Illistrissimus Studiosorum Groningae (Zeer illustere Senaat van studenten te Groningen), bestond uit twaalf leden, vier studenten rechtsgeleerdheid, vier studenten medicijnen, twee studenten theologie en twee studenten filosofie. Vrijwel alle studenten werden lid van het corps, circa vierhonderd in totaal. Het werd aangeduid met corps omdat het – naar de Latijnse betekenis van het woord 'corpus': 'lichaam' – het 'lichaam der studentenbevolking' diende te vertegenwoordigen: alle studenten aan de Groningse academie. Het percentage leden op de totale studentenbevolking heeft door de nu bijna twee eeuwen heen, altijd gefluctueerd. De directe aanleiding tot de oprichting was een aanhoudende en toenemende animositeit tussen de burgerij (of Stadjers) en de bevoorrechte studenten enerzijds en een inperking van de rechten van studenten door de academie anderzijds. De zinspreuk 'Handhaaft en Beschaaft' was dan ook een opdracht aan de studenten zelf; zij moesten hun eigen rechten en verworvenheden handhaven tegenover de academie en de burgerij en het beschaven was vooral de opdracht om zichzelf op allerlei gebieden te ontplooien.

### Afsplitsingen

#### De Upstalboom

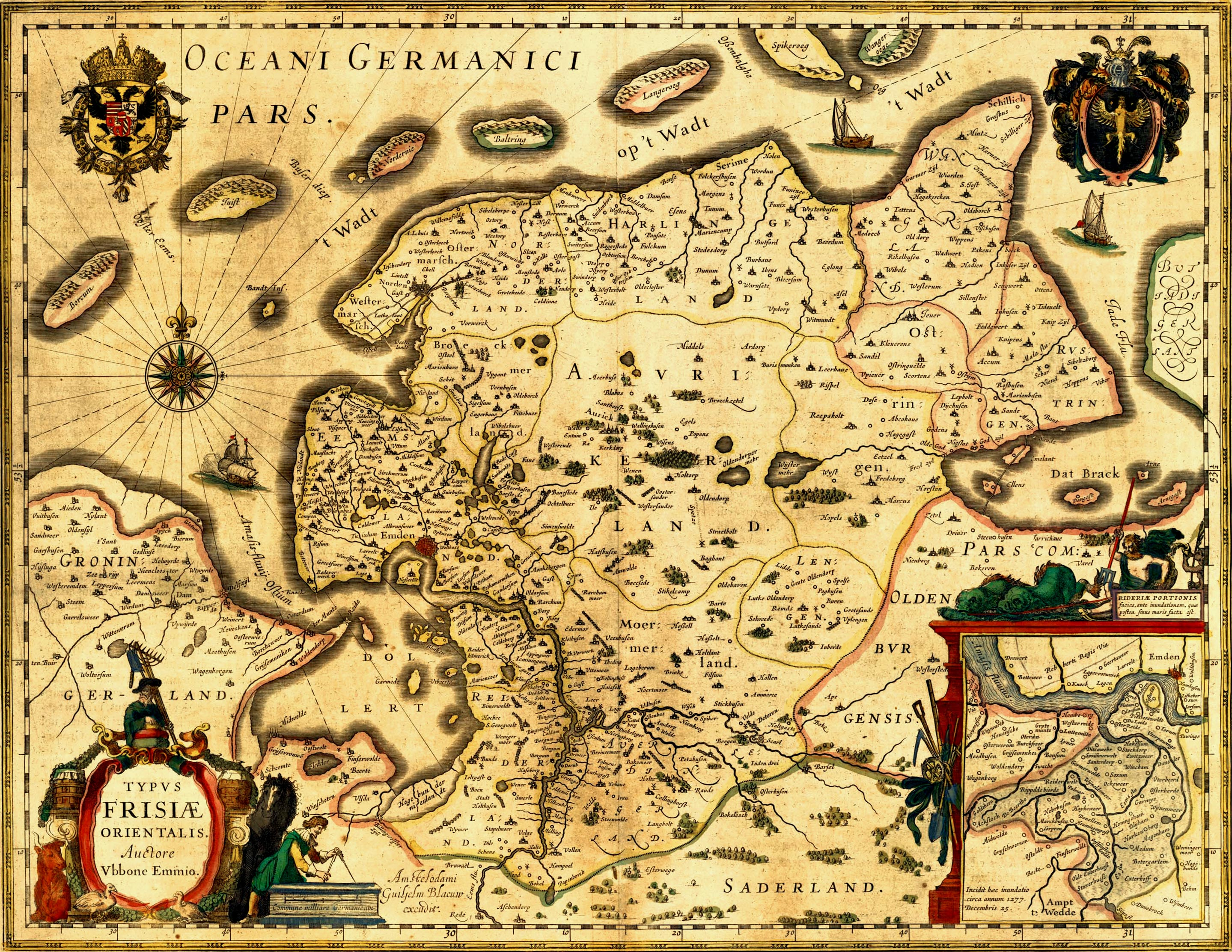
Oost-Friesland door Ubbo Emmius

Tijdens zijn ruim tweehonderdjarige bestaan kende het Groninger studentencorps slechts twee echte afscheidingen. De eerste afscheiding vond plaats vlak na de oprichting: in 1823 trad een aantal van origine Oost-Friese studenten uit het Groninger studentencorps en richtte de Ost-Friesche Landmannschaft De Upstalboom op (genoemd naar de plek waar in de middeleeuwen de Friese heersers samenkwamen en hun beleid afstemden, de Opstalboom). Deze afscheiding droeg overigens geen vijandig karakter en er werd op 20 februari 1823 zelfs een traktaat gesloten, waarin werd geregeld dat beide verenigingen elkaar erkenden en dat het lidmaatschap van de één niet het lidmaatschap bij de ander uitsloot. Na verloop van tijd taande echter de belangstelling voor de Upstalboom, omdat het aantal Oost-Friese studenten in Groningen afnam als gevolg van de politiek van Pruisen en Hannover om Oost-Friesland volledig te 'verduitsen'. Oost-Friese studenten werden verplicht om in Göttingen te gaan studeren en in 1839 ging het restant van de Upstalboom weer op in Vindicat.

#### Post Chaos Lux

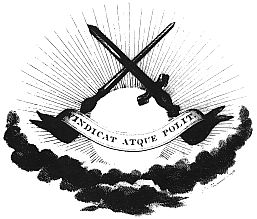
Het oude wapen van VaP omstreeks 1845, na hereniging met PCL, waarschijnlijk ontworpen door Lourens Alma Tadema

In de jaren dertig van de negentiende eeuw was van het aanvankelijk liberale en anti-aristocratische karakter van de tijd van de oprichting in 1815 weinig meer te merken op Mutua Fides: de zogenaamde 'kroegpartij' had het voor het zeggen en zij beheerste in grote mate de gang van zaken op de sociëteit en binnen het corps. Dit leidde tot een gevoelen van ontevredenheid bij een grote minderheid binnen het corps. Deze minderheid wilde juist de nadruk leggen op het 'beschaven', veelmeer dan op het 'handhaven' en had meer aandacht voor cultuur, literatuur en ontplooiing dan voor het ruige kroegleven; zij kon zich met de gang van zaken niet langer verenigen en verzette zich tegen het idee dat slechts een kleine groep bepaalde wat de sfeer was op de kroeg en dat die de dienst uitmaakte binnen het corps.

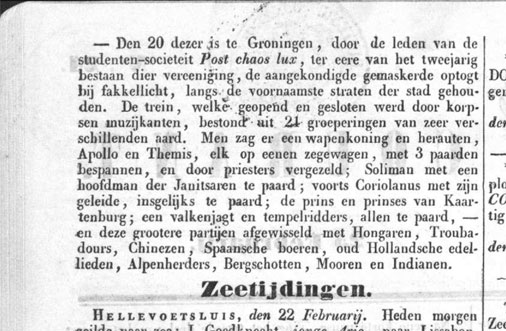
Krantenknipsel over de maskerade ter gelegenheid van de tweede dies PCL

Zo scheidde op 20 februari 1840 bijna een derde van alle leden van het corps zich af en zij richtten de Studentenvereeniging Post Chaos Lux ('PCL') (Na de chaos het licht) op. Ditmaal was de afscheiding wel vijandig van aard. Het corps erkende PCL niet en wenste niets van deze club te weten. PCL wenste zich op zijn beurt krachtig af te zetten tegen het corps en deed dit bijvoorbeeld door niet langer samen te komen op 'Mutua Fides' maar in 'Het Provinciale Coffijhuis' (dat gevestigd was op de plek waar in 1883 het in eigen beheer ontworpen en gebouwde 'Mutua Fides' zou worden geopend) en het uitgeven van een eigen studentenalmanak. Deze studentenalmanak was volgens de meeste academieburgers vele malen mooier en literair hoogstaander dan de almanakken die tot dan toe door het corps waren uitgegeven. Aanvankelijk was PCL een heuse bedreiging voor Vindicat, maar na verloop van tijd stokte de aanwas en begonnen gesprekken over een fusie met het moedercorps. Door allerlei politiek interne redenen kwam het uiteindelijk niet tot een fusie maar werden de laatste leden van PCL opgenomen door het corps en werd PCL in 1845 ontbonden. Sindsdien is in het wapen van Vindicat de vijl voor het zwaard geplaatst (in plaats van het zwaard voor de vijl) en zou de zon die achter de wolken oprijst zijn toegevoegd.

### Vindicat en de vrijmetselarij
Tussen Vindicat en de Groninger vrijmetselaarsloge de loge L'Union Provinciale is een aantal verbanden te vinden. De loge heeft sinds jaar en dag een relatief groot aantal studenten in haar gelederen. Zo bevonden zich onder de oprichters van Vindicat een aantal vrijmetselaren, waaronder pro-rector J. Baart de la Faille en Jo(h)annes Ruardi Tresling. Jacob Baart de la Faille zou later elf jaar lang als Voorzittend Meester de loge besturen.
Opmerkelijk is ook dat L'Union Provinciale op 4 december 1831 als bewijs van erkentelijkheid aan de Compagnie der Vrijwillige Flankeurs het honorair lidmaatschap van de loge en de graad van leerling-vrijmetselaar honoraris causa aan de maçon kapitein W. van Brugghen en aan Eerste luitenant A.W. Van Pallandt aanbood.

### Bittergenootschappen
Al snel werden binnen het corps bittergenootschappen (her)opgericht, die net als bij de collegia nationalia werden samengesteld naar herkomst en werden erkend door de Zeven Streken Vergadering:
- Genootschap "Omlandia" (1 oktober 1837)
- Selskip "Frisia" (8 oktober 1837)
- Sociëteit "Groningana" (19 februari 1854)
- 't Landschap Drenth (20 november 1876)
- Collegium Nationale Gelriae ac Transisalaniae (19 oktober 1879)
- Saksisch Streekgenootschap "'t Groafschap"(30 april 1958)
- Zuidelijk Streekgenootschap "Batouwe" (11 november 1962)

#### Omlandia
Het oudste bittergenootschap is Omlandia, heropgericht op 1 oktober 1837 door studenten uit de periferie van de stad Groningen: de Ommelanden en nog steeds actief. De saamhorigheid en band van het corps met de Groningse Ommelanden komen tot uitdrukking in het feit dat het genootschap evenementen organiseert die de band verder bevorderen en verstevigen met de Groningse Ommelanden. Zo cultiveert en gebruikt Omlandia het Gronings dialect, 'de Grunneger toal': de leden van Omlandia spreken tijdens de bijeenkomsten Gronings en zingen Groningse (volks)liederen. Op de daarvoor geschikte dagen worden oud-Groningse spelen zoals het notenschieten beoefend. Verder is er veel aandacht voor de lokale 'bitters' of sterkedrank, hetgeen de aanduiding bittergenootschappen verklaart. Bekende hedendaagse activiteiten van bittergenootschap Omlandia zijn de Poolse landdag, de opening van de 'Mei-kermis' en de DHM (Dick Hamming Memorial). Kern van het genootschap zijn de regelmatige borrels die immer plaatsvinden in cafés buiten de stad Groningen, echter binnen de provincie.

#### Selskip Frisia
Vrijwel onmiddellijk na de oprichting van het eerste bittergenootschap ontstond het Selskip Frisia, op 8 oktober 1837. Het selskip is opgericht door 43 Friese studenten met als nadrukkelijke doelstelling de Friese cultuur te behouden. Veel activiteiten illustreren deze band, zoals de bustocht naar Leeuwarden en Aegum met de eerstejaars. De band met de vereniging wordt onder meer onderhouden door bitteravonden samen met andere bittergenootschappen en deelname aan de Poolse landdagen. Ook bestaan er banden met Frisia Delft en Frisia Leiden.

### Maskerades door studenten

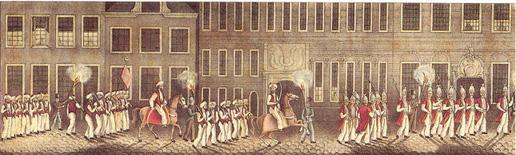
Maskerade in 1836

Tot in het begin van de 20e eeuw hielden studenten van Vindicat bij ieder lustrum een maskerade. De maskerades waren zeer kostbaar. De leden beeldden een historische intocht of bruiloft uit en lieten daarvoor kostbare historisch correcte kostuums en paardentuig maken. Het was gebruikelijk dat de hoofdpersonen feesten en recepties gaven en visitekaarten met hun portret lieten drukken. Van de maskerades die door de stad Groningen trokken werden kostbare boeken met kleurenlitho's gedrukt. Deze grote langwerpige boeken zijn door verzamelaars zeer gezocht.

### Sport en cultuur
In de loop van de 19e eeuw kregen sport en cultuur een grotere plaats binnen de vereniging. Rond 1880 kon de 'vindicater' kiezen uit een lidmaatschap van de debatingclub 'Dicendo Discimus', de Groninger Studenten Rijclub, een schaatsclub genaamd 'Doe wel en ziet niet om', de roeivereniging 'Aegir', de toneelclub 'Neemt ons Zoals Wij Zijn' (Tover), een schermschool, 'Donar' en een muziekgezelschap, 'Bragi'. Toneel- en muziekuitvoeringen worden in de Harmonie gehouden met een bal na.

### De Tweede Wereldoorlog
De Duitse bezetter sloot de universiteit en de studentenverenigingen niet ogenblikkelijk. Toen rijkscommissaris Seyss-Inquart eiste dat alle studentenverenigingen hun Joodse leden zouden royeren, besloot het studentencorps dat alle leden hun lidmaatschap zouden opzeggen.
Er bleven buiten de senaat nog zo'n vijf leden over om een eventuele coup van het geringe aantal nationaalsocialistische leden te voorkomen. Zo kon de vereniging rechtspersoonlijkheid behouden en werd het anderen onmogelijk gemaakt om onder de naam Groninger Studentencorps te opereren. De bezittingen van het corps werden her en der verdeeld en de sociëteit werd verhuurd aan een distributiebureau.
Om te voorkomen dat het corpsleven zou doorgaan in cafés die voor Joodse studenten verboden waren, mochten de leden niet in cafés bijeenkomen. Daarop werd door ouderejaars streng toegezien. Na de oorlog moesten sommige leden zich verantwoorden voor het overtreden van deze regel. Het bleek in sommige gevallen te gaan om activiteiten van het studentenverzet.
De leden van het corps werden geacht de loyaliteitsverklaring die de bezetter in het voorjaar van 1943 van studenten eiste niet te ondertekenen. Wie niet tekende, werd in de Arbeitseinsatz in Duitsland gedwongen tewerkgesteld. De illegale landelijke verzetsraad van studenten, waarvan de leden vooral afkomstig waren uit de ontbonden verenigingen, maakte bekend dat het tekenen van de verklaring als landverraad zou worden opgevat. Ook de hoogleraren aan de rijksuniversiteit waren, op de enkele NSB'ers en een Duitse hoogleraar na, afwijzend. Zij hadden aan de toen nog kleine universiteit met ongeveer 1000 studenten veel gezag en meer dan tegenwoordig direct contact met hun studenten. Zo tekenden in Groningen niet meer dan 121 studenten, wat percentueel lager was dan in de meeste andere universiteitssteden. Na de standrechtelijke executies van Nederlandse burgers tijdens de april-mei-stakingen en vanwege de inbeslagname van de studentenadministratie, besloot een groep van 180 Groningse studenten alsnog de verklaring te tekenen. Zo konden 200 van de inmiddels 800 studenten formeel nog studeren. Een op de drie studenten uit de groep die niet tekende meldde zich voor Duitsland en de rest moest onderduiken, sommigen belandden in het studentenverzet.
Hoorcolleges en practica werden inmiddels niet of nauwelijks gehouden. Alleen de Faculteit der Geneeskunde, die immers rond het Academisch Ziekenhuis was georganiseerd, bleef tot op zekere hoogte normaal functioneren.
De weinige leden die de loyaliteitsverklaring wél hadden getekend, werden na de oorlog binnen het corps ter verantwoording geroepen. Deze zuivering, een proces dat ook in andere sectoren van de samenleving plaatsvond, geschiedde voornamelijk op basis van het wel of niet tekenen van de loyaliteitsverklaring van 1943. Iedereen die zijn handtekening onder dat stuk had gezet, werd voor korte of langere tijd geschorst. De zuiveringscommissie accepteerde geen excuses, zoals: niet tekenen zou onderduikers in het ouderlijk huis in gevaar brengen, geldnood, een gebrek aan een veilige plek om zich te verschuilen voor de Arbeitseinsatz, grote psychische druk door standrechtelijke executies in de buurt en familieomstandigheden. De eer van het corps en de eer van de Universiteit prevaleerden boven deze persoonlijke overwegingen en omstandigheden. Klaas van Berkel noemt de zuivering van de studenten binnen en buiten het Corps een uiting van de oude standsbewuste en conservatieve corporele opvattingen.
Bij de bevrijding van Groningen brandde de sociëteit uit. Veel van de bezittingen, zoals kwispedoors met corpswapen, gingen in de oorlog verloren. De senaatskoets bleef wél bewaard. Na de bevrijding moest het studentenleven opnieuw worden opgebouwd. Het Corps werd in een nu verdwenen villa aan de Emmasingel ondergebracht. Daar werden leden uit de jaren 1940 tot en met 1946 kort na elkaar ontgroend en geïnstalleerd.
Bij de bouw van een nieuwe sociëteit aan de Oostzijde van de Grote Markt werden drie bewaard gebleven gebeeldhouwde ornamenten van het oude gebouw aan de Noordzijde hergebruikt als "nieuwbouwbalkon" in de conversatiezaal.

### Gemengd
Op 1 mei 1970 fuseerde het Groninger Studenten Corps Vindicat atque Polit met de Groningsche Vrouwelijke Studenten Club Magna Pete. Het heeft echter nog tot het Senaatsjaar 1989-1990 geduurd voordat de eerste vrouwelijke rector (of rectrix) van de senaat, Suzanne Heering, werd benoemd. In het jaar 2007-2008 kwam de tweede vrouwelijke rector in functie en in 2012-2013 de derde.

## Ideologie en tradities
Vindicat kent een verplichte, korte maar intensieve introductietijd (ontgroening), waarmee de vereniging dankzij enkele ernstige incidenten diverse malen het landelijke nieuws haalde.

## Structuur en organisatie

### Interne structuur
Vindicat heeft ongeveer 180 verenigingshuizen of zogenaamde corpshuizen. Dit zijn studentenhuizen waar minimaal vier leden van Vindicat wonen. Binnen Vindicat zijn er ook de jaarclubs, disputen en de kluften. Een groot deel van de verenigingsactiviteiten spelen zich af binnen enkele tientallen subverenigingen, zoals disputen, culturele subverenigingen en sportonderverenigingen. Door de tijd heen ontstonden er tientallen van deze groepen, waaronder literair gezelschap Dicendo Discemus (sinds 1829), roeivereniging Aegir (sinds 1878), voetbalclub Forward (1903), hockeyclub GSHC (1938) en rugbyclub GSRC (sinds 1983). Muziekgezelschap Bragi (1882) werd in 1969 een onafhankelijke vereniging. Daarnaast heeft de vereniging diverse commissies en besturen, met verschillende reikwijdtes.
Het Groninger Studenten Corps Vindicat atque Polit is, als een van de stichtende corpora, lid van de Algemene Senaten Vergadering en maakt tevens deel uit van de plaatselijke overkoepelende organisatie van studentenverenigingen, de Contractus. Het Corps heeft sinds zijn oprichting zogenaamde 'huisleveranciers' erkend, leveranciers die het predicaat corpsleverancier hebben gekregen en gerechtigd zijn het corpswapen te voeren.

## SociëteitMutua Fides

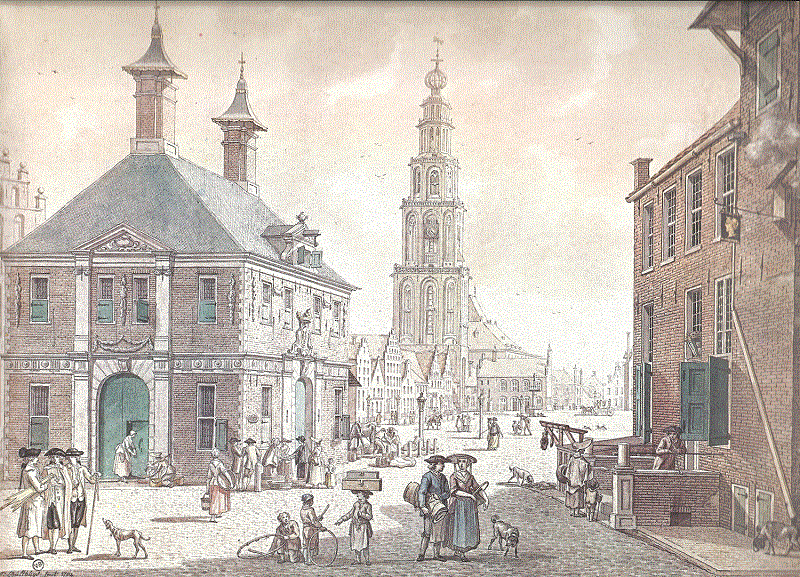
Herberg Het Gouden Hooft (rechts op plaatje) omstreeks 1782

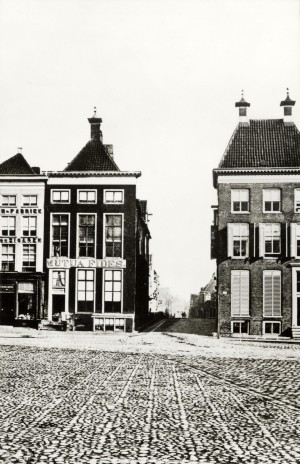
MF in de Pool (na 1838)

De Societatis Studiosorum Groningae Mutua Fides (Wederzijds Vertrouwen en kortweg Mutua Fides of ook wel aangeduid als MF, de Polit of De Kroeg) is de studentensociëteit verbonden aan het Groninger Studenten Corps Vindicat atque Polit en is thans gevestigd aan de Grote Markt in Groningen.
Op 3 maart 1815 werd in Wijnhuis Het Gouden Hooft op de hoek van de Guldenstraat, de Grote Markt en de Waagstraat bij uitbater Nieland de Societatis Studiosorum Groningae 'Mutua Fides' geopend. De sociëteit werd even daarvoor, op 17 februari 1815 opgericht op instigatie van de Senaat 'Vindicat atque Polit'. Mutua Fides is de oudste, nog steeds bestaande studentensociëteit van Nederland.
Eerder hadden in Groningen dergelijke sociëteiten en koffiehuizen bestaan, regelmatig bezocht door onder andere leden van bepaalde Nationes en later door de leden van bepaalde Groensenaten. Reeds in de Acta Senatus van 8 december 1784 werd door de academische Senaat gesproken van een studentensociëteit zonder meer. Over deze sociëteit is echter weinig meer bekend dan dat hij heeft bestaan. Voorts is in november 1808 studentensociëteit Concordia Instaurata opgericht in Wijnhuis Het Gouden Hooft, op dezelfde plek waar 7 jaar later ook Mutua Fides geopend werd.
Sociëteit Mutua Fides is in de loop der tijden op verschillende plekken aan de Grote Markt gevestigd geweest. Het verhuisde in januari 1823 van het Gouden Hooft naar een bovenzaal in het huis van weduwe Kuilenborg op nummer 8 aan de Noordzijde van de Grote Markt. Op 11 oktober 1838 betrok Mutua Fides de bovenwoning van het huis van Dhr. Eekhof in de Pool nadat de Commissie vóór MF deze had laten inrichten tot een sociëteit (op de linkerhoek van de Oude Ebbingstraat en de Grote Markt, zie foto rechts).
De plannen voor het bouwen van een eigen sociëteit ontstonden met het toenemen van het aantal studenten als gevolg van de Wet op het Hooger Onderwijs van 1876. Vooral de realisatie van de nieuwbouw voor de studentensociëteiten te Leiden (1875) en Delft (1877) gaven de laatste impuls. In 1876 werd door de senaat Kamerlingh Onnes de eigen exploitatie voor wijn en bier ingevoerd, hetgeen grote winsten opleverde. Hierop werd een wetsartikel aangenomen door de leden van Mutua Fides, dat bepaalde dat twee derde van die winst werd bestemd voor een fonds ten bate van een eigen sociëteitsgebouw. Het lustrum en de reünie van 1879 brachten nog meer geld in de lade. Oud-leden boden een geschenk van 9000 gulden aan, een enorm bedrag in die tijd. Daarna werd een Commissie van beheer van het fonds voor een nieuwe sociëteit gevormd en het Corps vormde een Bouwcommissie met onder andere de leden De Marees van Swinderen en Alberda van Ekenstein. Zij schreven een premielening van 70.000 gulden uit, die al snel was volgetekend. Voor de aflossing werden de batige saldo's van de eigen exploitatie van bier en wijn op Mutua Fides aangewend. Zo werd uiteindelijk op 22 juni 1883, om twee uur 's middags de nieuwe, eigen sociëteit geopend op Grote Markt 13. Het pand werd in de Nederlandse renaissancestijl ontworpen door de Utrechtse architect Dirk Kruijf. Het werd verwoest op 17 april 1945, tijdens de bevrijding van de stad. Slechts enkele elementen zoals drie van de vier 'koppen' onder het oude balkon (Boerhaave, Hooft, De Groot en Erasmus), de eerste steen en wat sierelementen bleven bewaard en werden hergebruikt bij de bouw van het zevende Mutua Fides in 1954. De inboedel was al clandestien veiliggesteld en bleef zo voor het nageslacht behouden.
Na de oorlog kreeg Mutua Fides van de universiteit het voormalige universiteitsmuseum in De Hoofdwacht (later Hotel Corps de Garde) op de hoek Lopende Diep/Oude Boteringestraat in gebruik. Dit was veel te klein, aangezien het sociëteitsleven opbloeide als nooit tevoren en men vier kroegjaren in een jaar wilde laten kennismaken én inaugureren. Al snel verhuisde Mutua Fides naar een statige villa aan de Emmasingel, op de plaats waar later de oprit naar het viaduct kwam, pal naast het spoorwegstation. Op de plaats van het voormalige Scholtenhuis verrees naar een ontwerp van J.J.M. Vegter in de jaren 50 van de twintigste eeuw het zevende Mutua Fides op nummer 27 dat in gebruik werd genomen op 27 februari 1954. Dit gebouw is in later jaren fors uitgebreid aan de achterzijde. Een miniatuur van deze Sociëteit is sinds 13 oktober 2005 te vinden in Madurodam, de Nederlandse miniatuurstad in Den Haag.

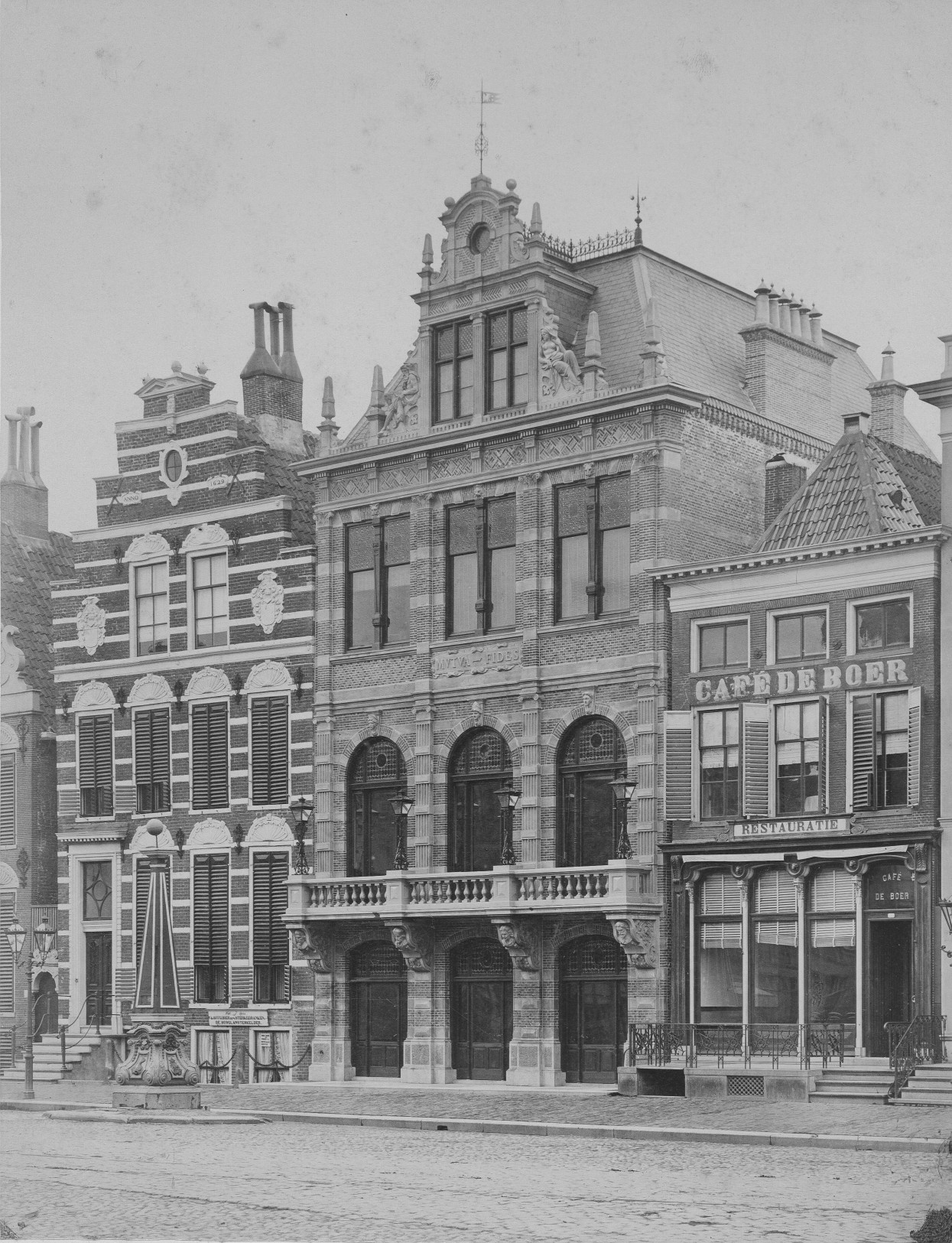
Het oude pand van Mutua Fides rond 1890
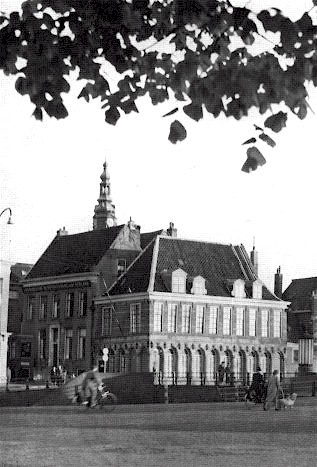
MF in Corps de Garde (1945)
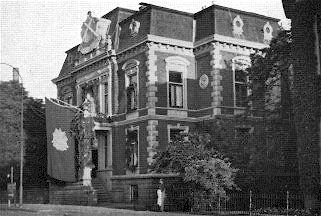
MF aan de Emmasingel (1947)
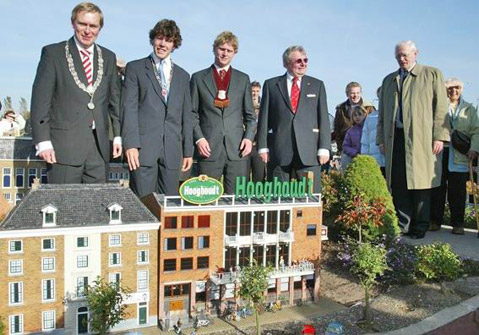
De opening van Mutua Fides in 1954
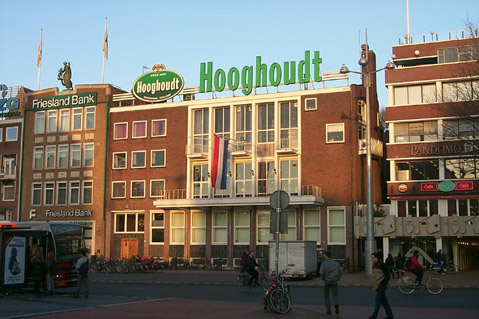
Mutua Fides in Madurodam (2005)
- Mutua Fides (2006)
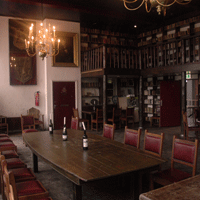
De leeszaal in het zevende MF (2006)
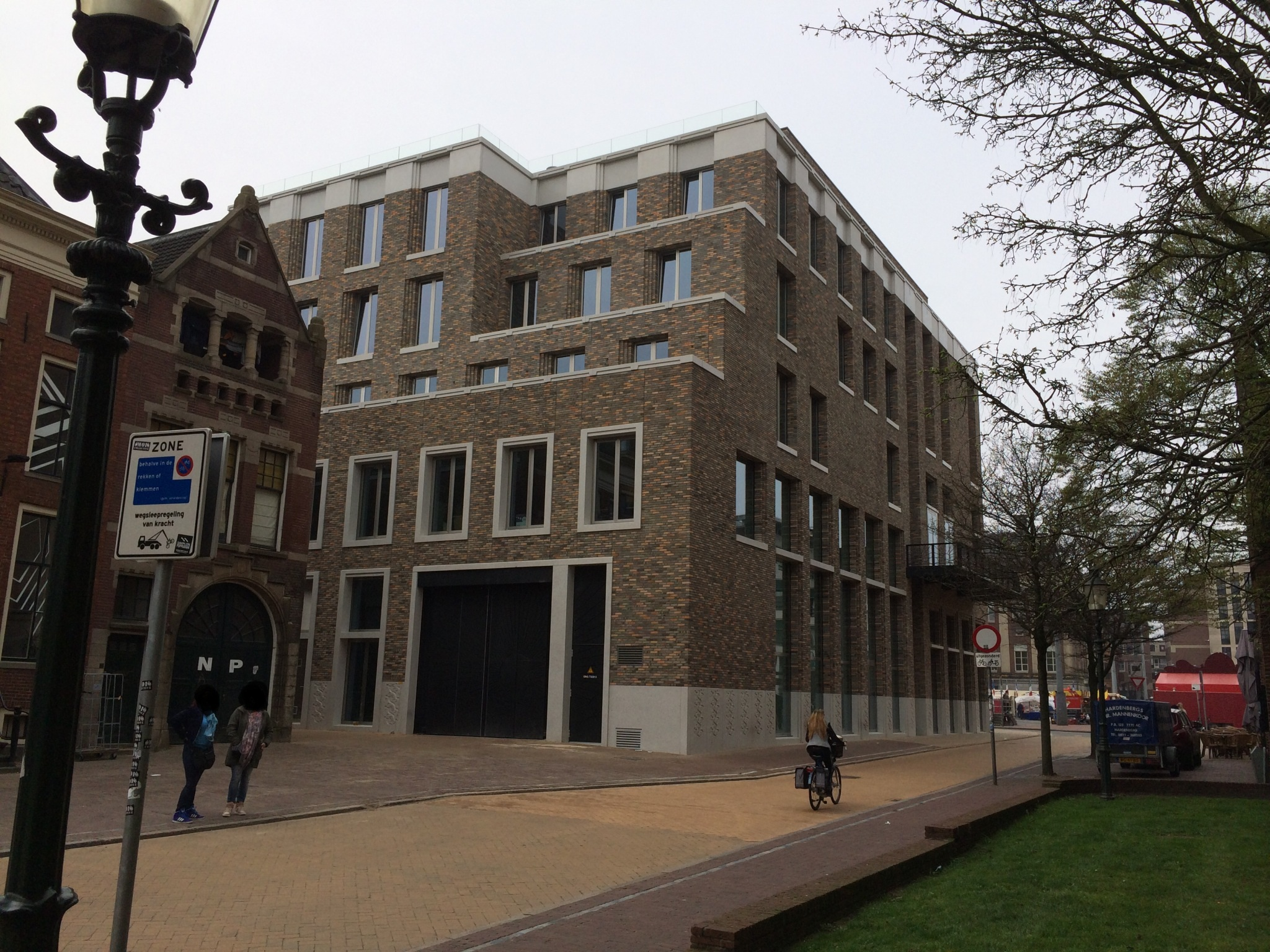
De achterzijde van het achtste MF in 2014

### Achtste Mutua Fides

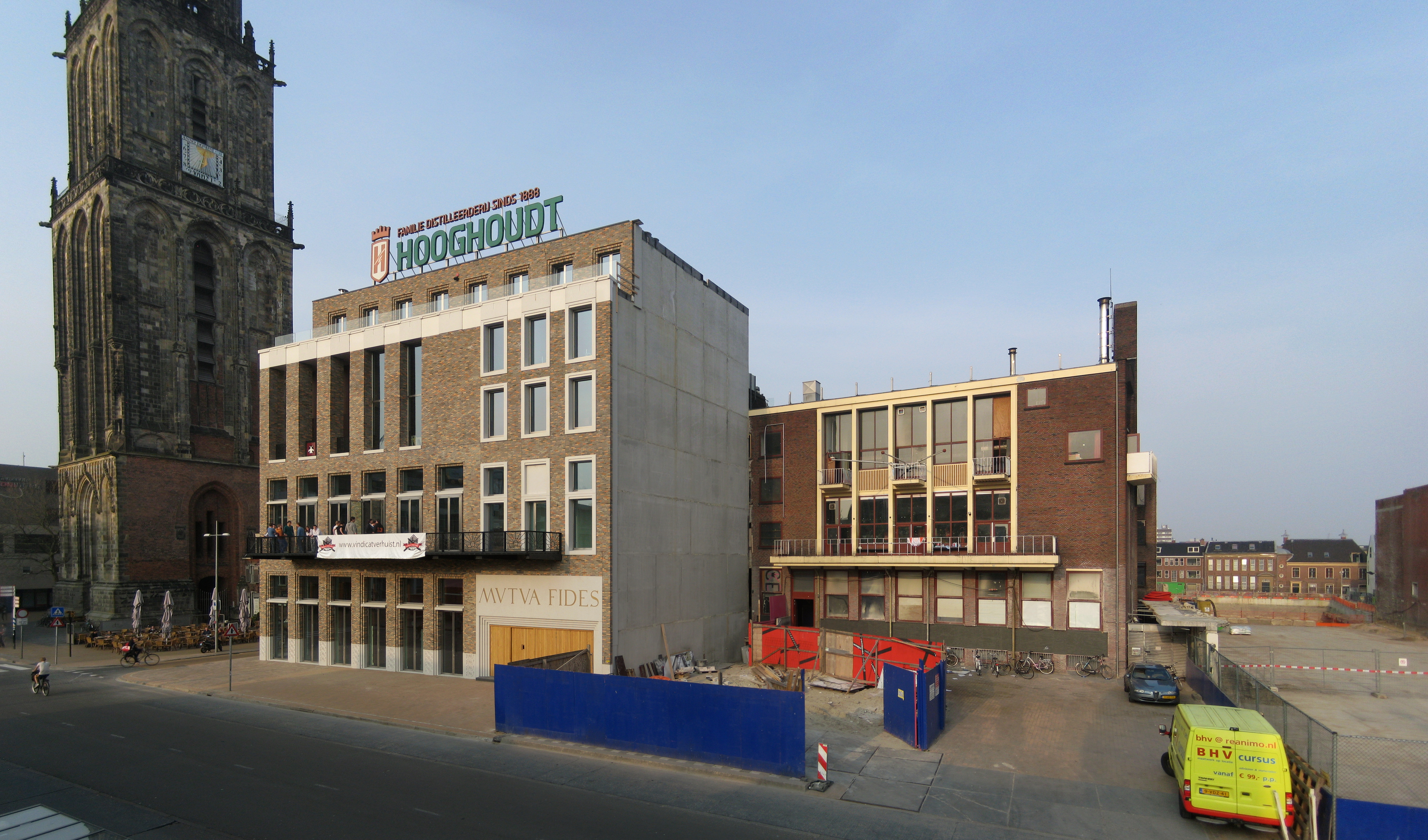
Het oude en het nieuwe gebouw van Mutua Fides in 2014

In het kader van gemeentelijke plannen voor herinrichting van de oostzijde van de Grote Markt en het daarachter gelegen opnieuw in te richten plein (Nieuwe Markt) met het daaraan gelegen Forum Groningen, is sociëteit Mutua Fides in noordelijke richting verplaatst naar een nieuw gebouw op de hoek, op de plaats waar voorheen de VVV en de Friesland Bank gevestigd waren. Tevens is de vooroorlogse rooilijn hersteld door de nieuwe gevelwand 17 meter naar voren, het plein op te plaatsen. Hiermee wordt de Grote Markt intiemer en ontstaat ruimte aan de achterzijde voor de te realiseren Nieuwe Markt. Het achtste Mutua Fides is op 5 maart 2014 door de gemeente Groningen overgedragen aan het corps door burgemeester Ruud Vreeman in ruil voor het zevende Mutua Fides, het oude pand. Het nieuwe pand is op 21 juni 2014 ceremonieel geopend door Rector Magnificus Elmer Sterken. Het oude pand is inmiddels gesloopt. Het nieuwe onderkomen van Mutua Fides is ontworpen door architectenbureau De Zwarte Hond. De bouwkosten bedroegen 6 miljoen euro en werden volledig betaald door de gemeente Groningen.

### Saillant
Mutua Fides was in de 19e eeuw een kennelijk gebruikelijke en populaire zinspreuk, getuige het feit dat al in 1802 te Zwolle een burgerloge van de Vrijmetselarij werd opgericht (loge nummer 33) met de zinspreuk Fides Mutua. Ook werd in Katwijk in 1831 een internaat voor katholieke jongens gesticht onder de zinspreuk Mutua Fides, K.S.G. De Breul. Van 1855-1860 bestond ook in Utrecht een studentenvereniging genaamd Mutua Fides met aan het hoofd een eigen Collegium Praesidiale. Dit was een ('vijandige') afscheiding van het Utrechtsch Studenten Corps. Ten slotte werd in 1839 studentensociëteit Mutua Fides te Leiden opgericht; deze sociëteit was verbonden aan het in datzelfde jaar opgerichte tegencorps 'Vis Unita Fortior' ('V.U.F') en was de tegenhanger van sociëteit Minerva.

## Misdragingen en maatregelen

### Incidenten tot 2017
In 1997 overleed een 18-jarige eerstejaarsstudent tijdens de ontgroeningsperiode aan de gevolgen van overmatig alcoholgebruik. Het aspirant-lid dronk bij zijn 'indrinkborrel' van het Vindicat-huis waar hij ging wonen zoveel jenever dat hij aan de gevolgen overleed. Sinds dit voorval is het voor eerstejaars tijdens de ontgroening niet meer toegestaan alcohol te nuttigen. Enige dagen eerder was een aspirant-lid zwaargewond geraakt toen hij door een busje met ouderejaars werd overreden, terwijl hij in het gras lag te slapen. De bestuurder die de student in de duisternis niet had gezien, bleek bij aanhouding een alcoholpromillage van 0,7 in zijn bloed te hebben. In augustus 2016 liep een aspirant-lid ("feut") ernstig hoofdletsel op, toen een Vindicatlid op zijn hoofd ging staan. Het voorval haalde het landelijke nieuws. Het OM stelde een strafrechtelijk onderzoek in vanwege de ernst en maatschappelijke impact van het voorval, hoewel op dat moment het slachtoffer, noch Vindicat, aangifte had gedaan. Uiteindelijk deed Vindicat op 6 oktober 2016 toch aangifte van het voorval, vanwege 'voortschrijdend inzicht', en vervolgens ook het slachtoffer. In mei 2017 besloot het OM over te gaan tot strafrechtelijke vervolging van een 24-jarig lid van Vindicat.

### Maatschappelijke reacties
Landelijke politiek   Minister Jet Bussemaker van Onderwijs riep eind september 2016 politici die lid zijn geweest van Vindicat − en specifiek CDA-fractievoorzitter in de Tweede Kamer Sybrand van Haersma Buma − openlijk op om zich te distantiëren van de ontgroeningspraktijken en andere misstanden bij het Groningse corps, waar Haersma Buma meteen gevolg aan gaf. 
Uitsluiting immateriële erfgoedlijst   In september 2016 besloot het Kenniscentrum Immaterieel Erfgoed Nederland om de Nederlandse studentenverenigingen niet op de landelijke lijst Nationale Inventaris Immaterieel Cultureel Erfgoed te plaatsen, terwijl eind augustus dat jaar daartoe wel nog was besloten. Het kenniscentrum gaf aan dat het tot dat besluit was gekomen na het voorval met het hersenoedeem, maar ook omdat eerder die maand door een dertiental Vindicatleden op internet een zogenaamde bangalijst werd gepubliceerd met foto's van drieëntwintig studentes. De vrouwen werden met naam en telefoonnummer genoemd, evenals met hun vermeende bedprestaties. De plaatsing op de erfgoedlijst had begin oktober 2016 een feit moeten zijn. De toetsingscommissie kreeg de opdracht om de aanvraag opnieuw te bekijken. In 2021 was er opnieuw sprake van een bangalijst met ongeveer 100 namen van vrouwelijke leden met daarbij schunnige opmerkingen.
Maatregelen RUG en Hanzehogeschool   De Rijksuniversiteit Groningen, de Hanzehogeschool Groningen en de gemeente Groningen gaven in 2016 te kennen dat wat hen betreft de ontgroeningen per direct moesten stoppen. In overleg met Vindicat kwamen ze tot de conclusie dat hiervoor bij de studentenverenigingen een cultuuromslag noodzakelijk was. Gezamenlijk werd besloten een externe commissie, de commissie Sitalsing, te benoemen die moest toezien op die beoogde cultuurverandering.

### Na 2018
Op 1 mei 2018 werd bekend dat er in december 2017 wederom een mishandeling had plaatsgevonden. Dit incident was niet door Vindicat zelf gemeld, hoewel dat volgens de gedragscode wel had gemoeten. Op 7 juli 2017 besloot de commissie-Sitalsing in haar rapport dat Vindicat nog slechts een voorwaardelijke accreditatie zou krijgen voor het studiejaar 2017-18. In die periode zou een cultuuromslag moeten plaatsvinden. Lukte dat niet, dan zouden de Universiteit, de Hanzehogeschool en de gemeente Groningen de banden met de vereniging verbreken. In 2018 besloten de RUG en Hanzehogeschool de door hen verstrekte gelden voor werkzaamheden door studentbestuurders, de bestuursbeurs, voor dat jaar (totaal ruim 33.000 euro) definitief niet te geven. Aan het begin van het studiejaar 2018-2019 werd bekend dat Vindicat tot minimaal 1 september 2019 geen accreditatie meer zou krijgen. Dit hield onder meer in dat de vereniging niet meer welkom was op officiële gelegenheden. Ook konden de bestuurders van Vindicat geen aanspraak meer maken op bestuursbeurzen.   Op 28 november 2019 besloten de betrokken onderwijsinstellingen na advies van de Accreditatiecommissie Studentenorganisaties om Vindicat voor de periode 1/9/2019 - 1/10/2020 weer te accrediteren en voor dat studiejaar weer bestuursbeurzen uit te keren, mits er werd voldaan aan enkele voorwaarden. Na enkele nieuwe incidenten werd besloten deze niet voor het daaropvolgende jaar te verstrekken.   In de avond van 1 oktober 2021 zorgden leden van Vindicat voor overlast door zich in drie lijnbussen van Qbuzz te misdragen en op de ringweg en busbanen te lopen.   In mei 2025 haalde Vindicat opnieuw het landelijk nieuws. Aanleiding was een weekend van ondervereniging Tyr, waarin tien eerstejaars door een ouderejaars gebrandmerkt waren met een brandende stok. Tyr, een studentenweerbaarheid, had al enige jaren een reputatie van overmatig drankgebruik en intimidatie, was eerder al geschorst uit het weerbaarhedenconvent en was ook al enige jaren niet meer welkom bij Defensie. Kort na het brandwondenincident werd de club door Vindicat ontbonden. De ouderejaars werden geroyeerd.

## Bekende (oud-)leden
(Oud-)leden, lid van de Koninklijke Familie
- Prinses Annette ·
- prins Bernhard jr. ·
- prinses Christina ·
- prinses Laurentien ·
- prins Maurits ·
- prinses Marilène

Overige bekende (oud-)leden
Willem Alberda van Ekenstein ·
Jacob Baart de la Faille II ·
Jan Beerekamp ·
Roel Bekker ·
Jan Bennink ·
Max van den Berg ·
Maarten van den Bergh ·
Peter de Bie ·
Marc Bolland ·
Dirk Bos ·
Jan Ritzema Bos ·
Elsie de Brauw ·
John Paul Broeders ·
Ina Brouwer ·
Annie Brouwer-Korf ·
Hajo Brugmans ·
Bruno Bruins ·
Ilse Bulhof ·
Johannes Hendrik Carpentier Alting ·
Job Cohen ·
Eduard Jan Dijksterhuis ·
Sieger Dijkstra ·
Carel van den Driest ·
Wim Duisenberg ·
Harm Edens ·
Bas Eenhoorn ·
Hans Eenhoorn ·
Maarten Engwirda ·
Willem Enklaar ·
Daan Everts ·
Johan Adriaan Feith ·
Bénédicte Ficq ·
Wilhelmina Frijlinck ·
Seth Gaaikema ·
Johan Herman Geertsema Czn. ·
Albert van Giffen ·
Arend Glas ·
Jan Glastra van Loon ·
Hendrik Goeman Borgesius ·
Fred de Graaf ·
Annemiek Fentener van Vlissingen ·
Jan Goeverneur ·
Frank de Grave ·
Sybrand van Haersma Buma ·
Herman van Hall ·
Dick Hamming ·
Jan Ernst Heeres ·
Theo Hiddema ·
Wolter Robert van Hoevell ·
Cornelis Philippus Hofstede de Groot ·
Cees van der Hoeven ·
Samuel van Houten ·
Timo Huges ·
Johan Huizinga ·
Mea de Jong ·
Samuel Jonker ·
Jacob Luitjens ·
René Kahn ·
Heike Kamerlingh Onnes ·
Anda Kerkhoven ·
Henk Kesler ·
Herre Kingma ·
Jan Klaasesz ·
Rutger Kopland ·
Miranda van Kralingen ·
Roelof Kranenburg ·
Roelof Kruisinga ·
Lammert Leertouwer ·
Wibo van de Linde ·
Jan Loorbach ·
Tinco Martinus Lycklama à Nijeholt ·
Jan Willem Loot ·
Ans Luttmer-Kat ·
Reneke de Marees van Swinderen ·
Taco Mesdag ·
Hendrik Jacob Herman Modderman sr ·
Wiardus Modderman ·
George Möller ·
Jochem Myjer ·
Eric Nordholt ·
Wubbo Ockels ·
Willem Augustijn Offerhaus ·
Jan Hendrik Oort ·
Henk van Os ·
Johan Æmilius Abraham van Panhuys ·
Marjan Oudeman ·
Paul Polman ·
Synco Reijnders ·
Louis van Heiden Reinestein ·
Johan Remkes ·
Marjan Rintel ·
Jaap Rosen Jacobson ·
Abraham Rutgers van der Loeff ·
Leopold Abraham Ries·
Maurits de Savornin Lohman ·
Alexander de Savornin Lohman ·
Ype Schaaf ·
Herman Jan Scheltema ·
Koen Schuiling ·
Bernard Slicher van Bath ·
Willem Sijthoff ·
Frits Sissing ·
Harm Smeenge ·
Jeroen Smit ·
Cornelis Soeteman ·
Kees Sorgdrager ·
Winnie Sorgdrager ·
Ede Staal ·
Jos Staatsen ·
Alidius Tjarda van Starkenborgh Stachouwer ·
Edzard Tjarda van Starkenborgh Stachouwer ·
Jelmer Steenhuis ·
Dirk Stikker ·
Petrus Johannes van Swinderen ·
Arnold Jan Pieter Tammes ·
Warmolt Tonckens ·
Pieter Jelles Troelstra (geroyeerd) ·
Sammy van Tuyll van Serooskerken ·
Arthur Umbgrove ·
Binne Piet van der Veen ·
Thijs van Veen ·
Arno Visser ·
Annemiek Fentener van Vlissingen ·
Paul Fentener van Vlissingen ·
Agnes de Vries-Bruins ·
David de Wied ·
Hans Wijers ·
Derk Wiersum ·
Jaap Wolters ·
Jan Zegering Hadders ·
Chris Zegers ·
Willem Zwalve

## Literatuur

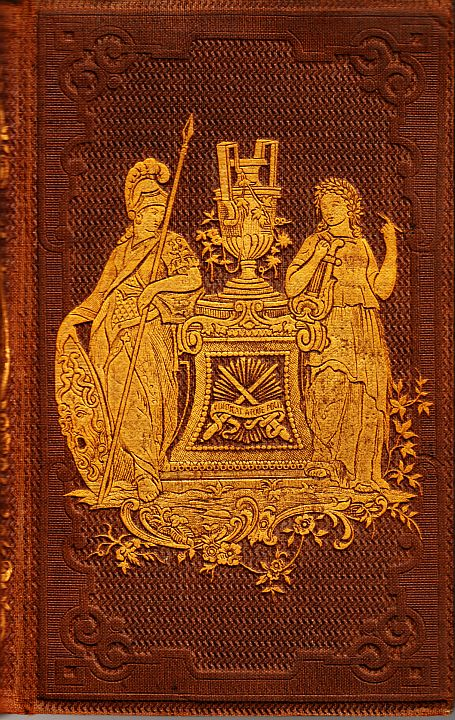
Allegorie op Vindicat op de band van Studenten-liederen anno 1854